# Alfred de Musset
Alfred de Musset (n. 11 decembrie 1810, Paris, Primul Imperiu Francez – d. 2 mai 1857, Paris, Franța) a fost un scriitor și dramaturg francez recunoscut ca unul dintre reprezentanții marcanți ai romantismului în această țară.
Încă din adolescență a fost inflențat de romantism și prima piesă o scrie la 20 de ani.
Scrierile sale au ca temă predilectă meditația asupra condiției creației artistice și aversiunea față de mediocritatea burgheziei.
În special în poezie, a ilustrat predispoziții sufletești contradictorii, capriciile sentimentului erotic în aspirația spre fericire, înclinația romantică a răului veacului (mal du siècle) și dialogul dintre poet și muze.
A rămas cunoscut și pentru relațiile sale afective cu scriitoarele George Sand și Louise Colet. Romanului său autobiografic „Confesiunea unui copil al secolului” („La Confession d'un enfant du siècle”), George Sand îi replică prin romanului epistolar „Ea și el” („Elle et Lui”). O jumătate de an mai târziu, Paul de Musset simte nevoia să îi ia apărarea fratelui vizat nu altfel decât prin romanul „El și ea” („Lui et Elle”). Ecourile acestor relații de famile ajunse publice vor fi sintetizate de Louise Colet prin romanul „Ei” („Lui”).

## Scrieri

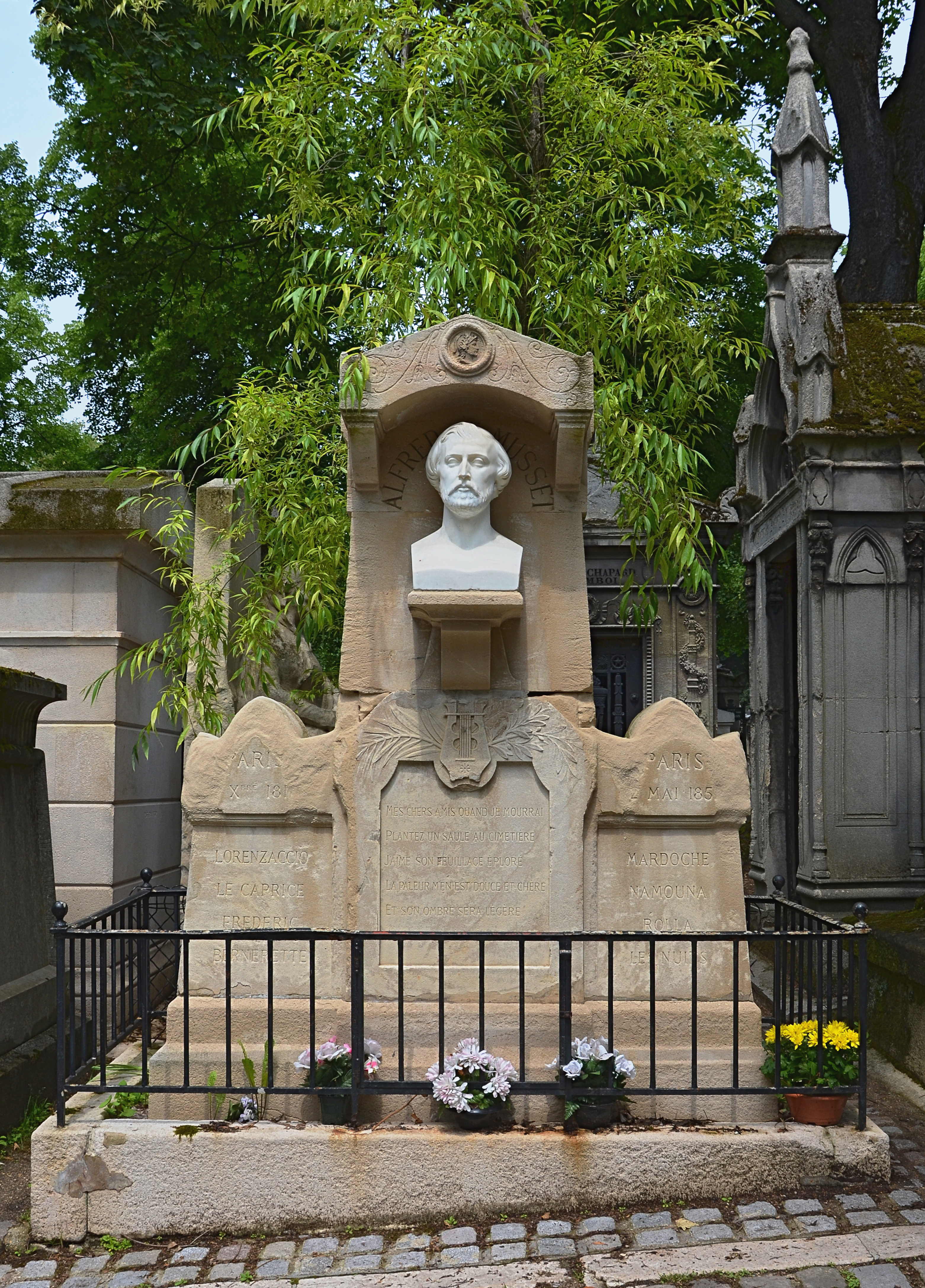

### Poezie
- 1831: Cântec („Chanson”)
- 1833: Rolla
- 1835 - 1837: Nopțile ("Les nuits")
- 1839: Niciodată ("Jamais")
- 1840: Poezii complete ("Poésies complètes")
- 1840: Tristețe ("Tristesse")
- 1850: Poezii noi ("Poésies nouvelles")

### Teatru
- 1833: Un spectacol în fotoliu („Un spectacle dans un fauteuil”)
- 1833: Capriciile Mariannei ("Les Caprices de Marianne")
- 1834: Cu dragostea nu-i de glumit ("On ne badine pas avec l'amour")
- 1834: Lorenzaccio
- 1834: Fantasio
- 1836: Să nu spui vorbe mari ("Il ne faut jurer de rien")

### Roman și nuvele
- 1836: Confesiunea unui copil al secolului  („La Confession d'un enfant du siècle”)
- 1845: Mimi Pinson

### Eseistică
- 1836/1837: Scrisorile lui Dupuis și Cotonet („Lettres de Dupuis et Cotonet”).